# Palettenstachler
Die Palettenstachler (Oxymonacanthus) auch Paletten-Einstachler oder Harlekin-Feilenfische genannt, sind eine sehr bunte Gattung der Feilenfische. Sie sind extreme Nahrungsspezialisten und ernähren sich ausschließlich von den Polypen der Steinkorallen-Gattung Acropora.
Es gibt zwei Arten:
- Oxymonacanthus halli, der ausschließlich im Roten Meer lebt und 7 Zentimeter lang wird.
- Oxymonacanthus longirostris, der im Indopazifik von Ostafrika bis nach Japan und Tonga lebt und 12 Zentimeter lang wird.

Junge Tiere leben in kleinen Gruppen, erwachsene Tiere paarweise zusammen.

## Aquarienhaltung
Palettenstachler werden im Fachhandel manchmal für die Haltung in Meerwasseraquarien angeboten. Da ihre Nahrungsansprüche aber nicht erfüllt werden können, verhungern sie nach kurzer Zeit.